# Courtella penicula
Courtella penicula är en stekelart som först beskrevs av Wiebes 1974.  Courtella penicula ingår i släktet Courtella och familjen fikonsteklar. Inga underarter finns listade i Catalogue of Life.